# TI-58 C

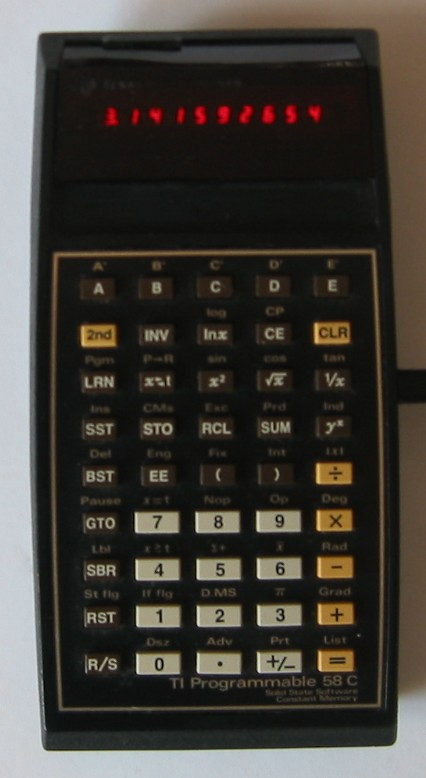
El TI-58C.

El TI-58 C fue una calculadora de bolsillo programable hecha por Texas Instruments (TI). Creada en 1977 e introducida en 1979, el TI-58 C se vendió en un promedio de alrededor 90 dólares. La calculadora fue eliminada de la línea de productos en 1983.
Aunque la calculadora usaba un chip diferente que el del TI-58, los datos técnicos seguían siendo idénticos. La calculadora tenía una memoria que permitía la retención de programas y datos cuando se apagaba, e incluyó un zócalo para el 'Master module chip que agregaba programas adicionales a su conjunto de funciones. Era compatible con el TI-59, pero tenía la mitad de memoria y no tenía el lector de la tarjeta magnética.